# Thomas Carr
Thomas Carr (4 de julho de 1907 – 23 de abril de 1997) foi um cineasta estadunidense que dirigiu filmes em Hollywood e na televisão. Carr atuou também em diversos filmes, em papéis coadjuvantes, antes de se tornar diretor. Entre 1945 e 1968, possui 89 títulos como diretor. Entre 1912 e 1952, possui 37 títulos como ator, além de produzir dois filmes em 1945.

## Biografia

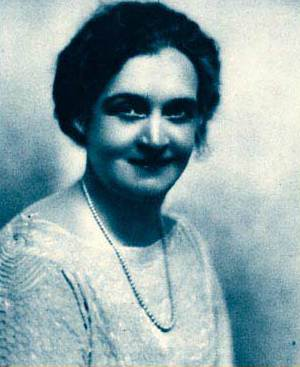
Mary Carr, mãe de Thomas Carr, também era atriz.

Nasceu na Filadélfia, Pensilvânia em 4 de julho de 1907, de uma família de atores, o pai era o ator William Carr e a mãe a atriz Mary Carr. Seus irmãos Stephen Carr, Maybeth Carr, Rosemary Carr e John Carr também foram atores, e Thomas Carr seguiu a profissão da família, iniciando sua atuação no cinema mudo em 1915. Entre 1915 e 1953, atuou em pequenos papéis coadjuvantes em alguns filmes de Hollywood, mas nunca obteve grande sucesso. O primeiro filme em que atuou foi o curta-metragem Buster's Dream, pela Lubin Manufacturing Company, em 1912, aos 5 anos de idade. Seu último filme foi One Minute to Zero One, em 1952, num pequeno papel não creditado, ao lado de Robert Mitchum e Ann Blyth.
Em 1945, ele começou a dirigir filmes, e entre 1945 e 1951 Carr dirigiu diversos Filmes B para os Poverty Row de Hollywood. Muitos de seus fimes eram Westerns, entretanto, em 1948 ele foi co-diretor (ao lado de Spencer Gordon Bennet) do seriado Superman. De 1951 a 1968, a direção de Carr foi focada mais no meio televisivo, e ele dirigiu episódios de diversos shows de televisão nos anos 1950 e 1960. Entre tais episódios, destacam-se vários de Lassie, The Adventures of Superman, Daniel Boone, Wanted: Dead or Alive, Gunsmoke, Bonanza e The Guns of Will Sonnet, a última série em que participou, dirigindo o episódio Stopover in a Troubled Town, que foi ao ar em 2 de fevereiro de 1968.
Thomas Carr deixou de dirigir filmes em 1968. Ele morreu em Ventura, Califórnia em 23 de abril de 1997.

## Filmografia parcial

### Direção
- The Cherokee Flash, 1945
- Jesse James Rides Again, 1947
- Brick Bradford, 1947
- Superman, 1948
- Congo Bill, 1948
- Bruce Gentry, Daredevil of the Skies (1949)
- Pirates of the High Seas (1950)
- Roar of the Iron Horse (1951)
- Captain Scarlett (1953)
- Friendly Persuasion (1956) (diretor de segunda unidade, não-creditado)

### Ator
- Velvet Fingers (1920) (como Tommy Carr)
- The Iron Horse (1924)
- Wings (1927)
- Hell's Angels (1930)
- S.O.S. Coast Guard (1937)
- Secret Agent X-9 (1937)
- Flash Gordon's Trip to Mars (1938)
- The Fighting Devil Dogs (1938)
- Too Hot to Handle (1938)